# Spermacoce paolii
Spermacoce paolii là một loài thực vật có hoa trong họ Thiến thảo. Loài này được (Chiov.) Verdc. miêu tả khoa học đầu tiên năm 1975.